# Lady in Black (sang)
"Lady in Black" er en sang af det britisk rockband Uriah Heep. Det er det fjerde nummer på deres album Salisbury (1971).
Sangen er skrevet af Ken Hensley. Den fortæller historien om en mand, der vandrer igennem et krigshærget mørke og møder en gudinde-lignende person, der trøster ham. Den bliver ofte rost, af både fans og kritikere, som Hensleys mest poetiske værk. Der var flere forskellige B-sider til sangen. Den mest berømte er "Simon the Bullet Freak" men "Bird of Prey" har også været en B-side til sangen. I 1981 blev sanget genudgivet som single i Tyskland og i Holland med B-siden "Easy Livin'".

## Personel
- Mick Box – lead og akustisk guitar
- Ken Hensley – akustisk guitar, forsanger og baggrundsvokal, mellotron, klaver
- Paul Newton – basguitar
- Keith Baker – trommer

## Hitlister
| Hitliste(1977-1978)                   | Højeste placering |
| ------------------------------------- | ----------------- |
| South Africa (Springbok Radio)        | 6                 |
| Schweiz (Schweizer Hitparade)         | 5                 |
| Vesttyskland (Official German Charts) | 5                 |

| Hitliste (1977)                       | Højeste placering |
| ------------------------------------- | ----------------- |
| West Germany (Official German Charts) | 41                |

| Hitliste (1978)                       | Højeste placering |
| ------------------------------------- | ----------------- |
| West Germany (Official German Charts) | 52                |